# Simon Pullman
Simon Pullman (geboren 15. Februar 1890 in Warschau, Russisches Kaiserreich; gestorben August 1942 im Vernichtungslager Treblinka) war ein polnischer Geiger, Orchestergründer, Dirigent und Lehrer für Geige, Bratsche und Kammermusik.

## Leben
In Warschau geboren, erhielt Simon Pullman seine musikalische Ausbildung zunächst bei Heinrich Heller und anschließend am Konservatorium in St. Petersburg bei Leopold Auer (1905–1909). Ab 1910 war er selbst als Geigenlehrer in Warschau tätig, setzte aber 1913 seine Studien noch bei Martin Pierre Marsick am Konservatorium in Paris fort. Ab 1905 konzertierte er in Polen, Russland und schließlich auch in Frankreich. Nach der Rückkehr in seine Geburtsstadt machte sich Pullman als Gründer und Leiter eines Kammerorchesters (1915–1920) und eines Streichquartetts einen Namen.
1921 übersiedelte er nach Wien, wo er am Neuen Wiener Konservatorium Geige, Bratsche und Kammermusik unterrichtete, letzteres mit besonderem Erfolg. Zu seinen Schülern gehörten unter anderen etwa die Geschwister Galimir, Richard Goldner und Theo Salzman.
1931 gründete Pullman schließlich wieder ein eigenes Kammerorchester, in welchem manche seiner Schüler und Schülerinnen Erfahrungs- und Auftrittsmöglichkeiten fanden. Mit diesem bestritt er mehr oder weniger regelmäßig in der Frühjahrssaison Konzerte, deren Programme meist eine Gegenüberstellung von Altem und Neuem beinhalteten, darunter auch einige Ur- oder Erstaufführungen.
Besondere Auftritte des Pullman-Orchesters gab es etwa als Begleitung für Bronisław Huberman in zwei gemeinsamen Konzerten mit Erika Morini Anfang Mai 1935 oder bei Hubermans Abschiedskonzert in Wien vor einer ausgedehnten Welttournee im Februar 1937.
Nach der Neuorganisation des Orchesters Mitte 1937 kam – Anfang Februar 1938 – nur mehr ein Konzert zustande. Im Zuge der Machtergreifung der Nationalsozialisten in Wien im März 1938 verlor Simon Pullman, der 1928 aus der Israelitischen Kultusgemeinde ausgetreten war, auch seine Funktion am Neuen Wiener Konservatorium.
Zur Emigration gezwungen, flüchtete er zunächst nach Paris, doch ein Besuch in Warschau im Sommer 1939 wurde ihm und seiner Frau zum Verhängnis. Vom Überfall der deutschen Truppen auf Polen überrascht, wurden beide nach der Errichtung des Warschauer Ghettos durch die Nationalsozialisten dort inhaftiert. Neben den Orchestergründern Marian Neuteich und Adam Furmanski betreute er ab Anfang 1941 das Jüdische Symphonische Orchester sowie ein Kammerorchester und galt schon bald als einer der bedeutendsten Musiker im Ghetto.
Doch die Konzerte des Sinfonieorchesters fanden im April 1942 durch ein Aufführungsverbot ein jähes Ende. Ab 22. Juli 1942 wurde das Ghetto weitgehend geräumt und binnen weniger Wochen rund 400.000 Menschen in Vernichtungslager deportiert, darunter auch die Musiker des Sinfonieorchesters und Simon Pullman mit seiner Frau in das Vernichtungslager Treblinka.
Musikalisches Erbe Pullmans findet sich vor allem noch bei seinen Schülern Felix Galimir und Richard Goldner, dessen Musica Viva Orchester-Gründung in Australien (1945) zunächst direkt dem ehemaligen Lehrer und Freund gewidmet war.